# Los Angeles Rams 1949
La stagione 1949 dei Los Angeles Rams è stata la 12ª della franchigia nella National Football League e la quarta Los Angeles La squadra giunse in finale dove fu battuta dai campioni della Eastern division e campioni NFL in carica, i Philadelphia Eagles. Fu la prima finale di campionato a tenersi a Los Angeles e la prima ad essere trasmessa in televisione.
In questa stagione i Rams passarono a delle divise gialle e rosse ispirate ai colori degli USC Trojans del college football con cui condividevano lo stadio. L'esperimento durò una sola stagione, tornando ai colori giallo e blu nel 1950.

## Calendario

### Stagione regolare
| Stagione regolare |                        |           |
| Turno             | Avversario             | Risultato |
| 1                 | Detroit Lions          | V 27–24   |
| 2                 | at Green Bay Packers   | V 48–7    |
| 3                 | at Chicago Bears       | V 31–16   |
| 4                 | at Detroit Lions       | V 21–10   |
| 5                 | Green Bay Packers      | V 35–7    |
| 6                 | Chicago Bears          | V 27–24   |
| 7                 | at Philadelphia Eagles | S 38–14   |
| 8                 | at Pittsburgh Steelers | P 7–7     |
| 9                 | at Chicago Cardinals   | P 28–28   |
| 10                | New York Bulldogs      | V 42–20   |
| 11                | Chicago Cardinals      | S 31–27   |
| 12                | Washington Redskins    | V 53–27   |

### Playoff
| Playoff |                  |                     |           |          |
| Turno   | Data             | Avversario          | Risultato | Pubblico |
| Finale  | 18 dicembre 1949 | Philadelphia Eagles | S 14–0    | 27.980   |

## Classifiche
| NFL Western Division |   |    |   |      |       |     |     |     |
|                      | V | S  | P | %    | DIV   | PF  | PS  | STR |
| Los Angeles Rams     | 8 | 2  | 2 | .800 | 6–1–1 | 360 | 239 | V1  |
| Chicago Bears        | 9 | 3  | 0 | .750 | 6–2   | 332 | 218 | V6  |
| Chicago Cardinals    | 6 | 5  | 1 | .545 | 4–3–1 | 360 | 301 | S1  |
| Detroit Lions        | 4 | 8  | 0 | .333 | 2–6   | 237 | 259 | V2  |
| Green Bay Packers    | 2 | 10 | 0 | .167 | 1–7   | 114 | 329 | S6  |

Nota: I pareggi non venivano conteggiati ai fini della classifica fino al 1972.